# Animoca Brands
Animoca Brands je společnost se sídlem v Hongkongu, která se zabývá herním softwarem a rizikovým kapitálem a kterou v roce 2014 založil Yat Siu. Společnost vyvíjí a distribuuje free-to-play hry a aplikace. Zaměřuje se na licencování známých značek, blockchain a umělou inteligenci. 
Animoca Brands' má více než 450 podílů v kryptoměnách i nekryptoměnách, mezi něž patří The Sandbox, Axie Infinity, OpenSea, Dapper Labs, Colossal Biosciences, MoviePass a CryptoKitties.